# Вішур (Можгинський район)
Вішу́р (рос. Вишур) — присілок в Можгинському районі Удмуртії, Росія.
Урбаноніми:
- вулиці — Зарічна, Центральна

## Населення
Населення — 10 осіб (2010; 32 в 2002).
Національний склад станом на 2002 рік:
- росіяни — 91 %